# Рашин (гмина)
Рашин (пол. Raszyn) — сельская гмина (волость) в Польше, входит как административная единица в Прушковский повет, Мазовецкое воеводство. Население — 19 374 человека (на 2004 год).

## Демография
| Перепись                       | Всего   | Всего | Женщины | Женщины | Мужчины | Мужчины |
| ------------------------------ | ------- | ----- | ------- | ------- | ------- | ------- |
| Единицы                        | человек | %     | человек | %       | человек | %       |
| Население                      | 19 374  | 100   | 10 031  | 51,8    | 9343    | 48,2    |
| Плотность населения (чел./км²) | 441,4   | 441,4 | 228,5   | 228,5   | 212,9   | 212,9   |

## Соседние гмины
1. Гмина Лешноволя
2. Гмина Михаловице
3. Гмина Надажин
4. Варшава